# Anthony Tapia
Anthony David Tapia Gil (Barranquilla, 16 gennaio 1987) è un ex calciatore colombiano, di ruolo centrocampista.